# José Gálvez FBC
José Gálvez Foot Ball Club – peruwiański klub piłkarski z siedzibą w mieście Chimbote leżącym w regionie Ancash.

## Historia
Klub założony został 27 października 1951 roku pod nazwą Manuel Rivera – na cześć pochodzącego z Chimbote piłkarza Manuela Rivery Sáncheza.
Klub zmienił swą nazwę 11 listopada 1963 roku, gdyż peruwiańska federacja piłkarska doszła do wniosku, że kluby nie mogą nosić nazw wywodzących się od żyjących ludzi. Odtąd klub nazywa się José Gálvez FBC.
W roku 2006 klub spadł z pierwszej ligi peruwiańskiej (Primera división peruana) i gra obecnie w lidze regionalnej.

## Osiągnięcia

### Krajowe
- Torneo del Inca

| zwycięstwo (1):     | 2011 |
| drugie miejsce (0): | –    |

- Copa Federación

| zwycięstwo (1):     | 2012 |
| drugie miejsce (0): | –    |